# Platanthera replicata
Platanthera replicata är en orkidéart som först beskrevs av Achille Richard, och fick sitt nu gällande namn av James David Ackerman. Platanthera replicata ingår i släktet nattvioler, och familjen orkidéer.
Artens utbredningsområde är Kuba. Inga underarter finns listade i Catalogue of Life.